# Dálnice M06 (Ukrajina)
Dálnice M06 je ukrajinská dálnice státního významu. Vede z Kyjeva přes Žytomyr (česky také Žitomír), Rivne (česky také Rovno), Lvov a Užhorod do Čopu na maďarské hranici. Jedná se zčásti o dvouproudovou komunikaci, zčásti o jednoproudovou komunikaci. Má délku 821,5 km.
Dálnice M06 je součástí evropské silnice E40. V Zakarpatské oblasti je také součástí evropských silnice E50 a E573.

## Historie
Trasa z Lvova přes Stryj na tehdejší rakousko-uherskou hranici byla až do roku 1918 na území rakouské korunní země Halič. Úsek mezi Lvovem a Brody a úsek mezi Lvovem a Stryjem patřily v letech 1919 až 1939 k území druhé polské republiky a byly prohlášeny za státní silnice (polsky droga państwowa) polským silničním zákonem z 10. prosince 1920. Do roku 1991 byla tato silnice součástí dálnice M17 v sovětském silničním systému. V letech 2005 až 2008 byla rekonstruována.